# 洛斯羅夫萊斯拉巴斯
洛斯羅夫萊斯拉巴斯是哥倫比亞的城鎮，位於該國東北部，由塞薩爾省負責管轄，距離首府巴耶杜帕爾12公里，始建於1700年，面積1,081平方公里，海拔高度165米，2005年人口21,386。

## 外部連結
- （西班牙文） Robles La Paaz official website

10°23′N 73°10′W / 10.383°N 73.167°W